# Lyophyllaceae
Famille
Les Lyophyllaceae sont une famille de champignons de l’ordre des Agaricales.

## Liste des genres
Selon NCBI (29 octobre 2013) :
- genre Asterophora
- genre Calocybe
- genre Hypsizygus
- genre Lyophyllum
- genre Ossicaulis
- genre Podabrella
- genre Tephrocybe
- genre Termitomyces
- genre Tricholomella

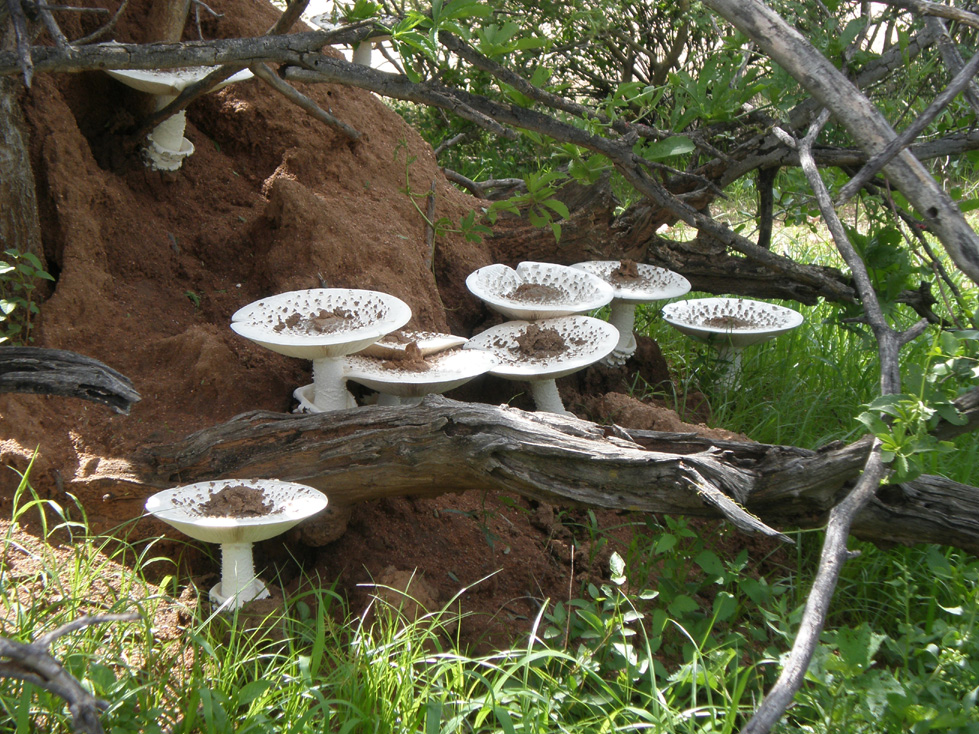
Le genre Termitomyces : Termitomyces reticulatus
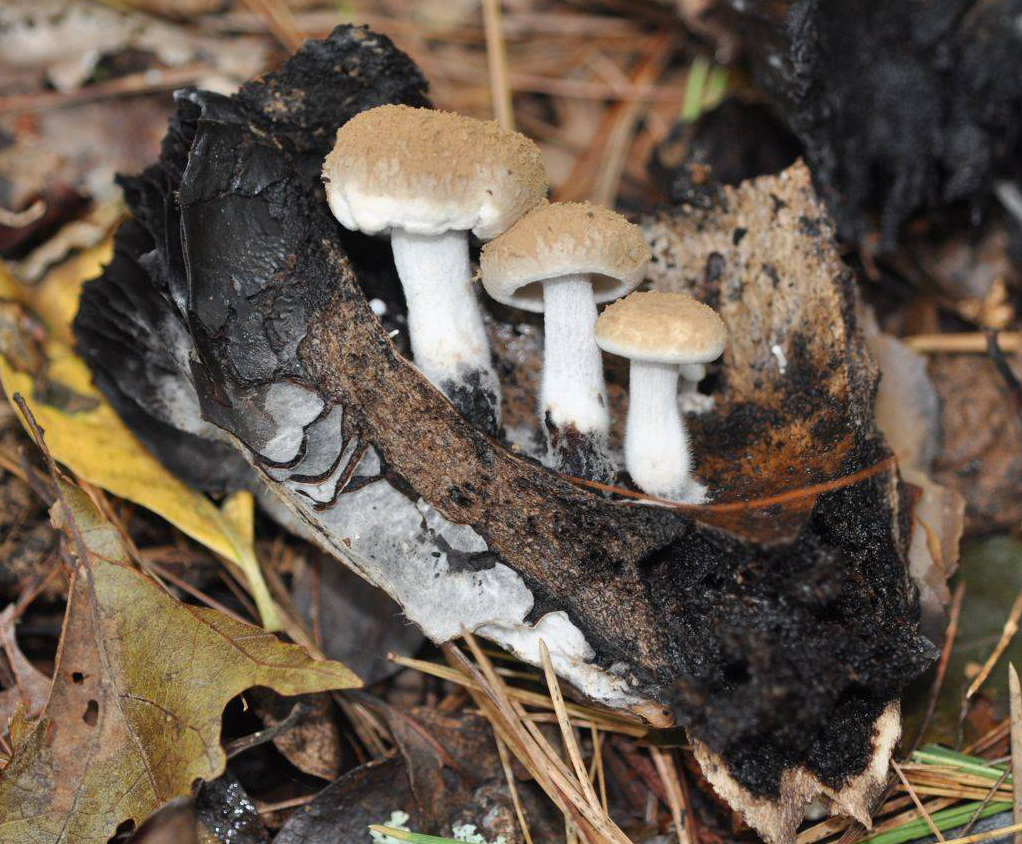
Le genre Asterophora : Asterophora lycoperdoides
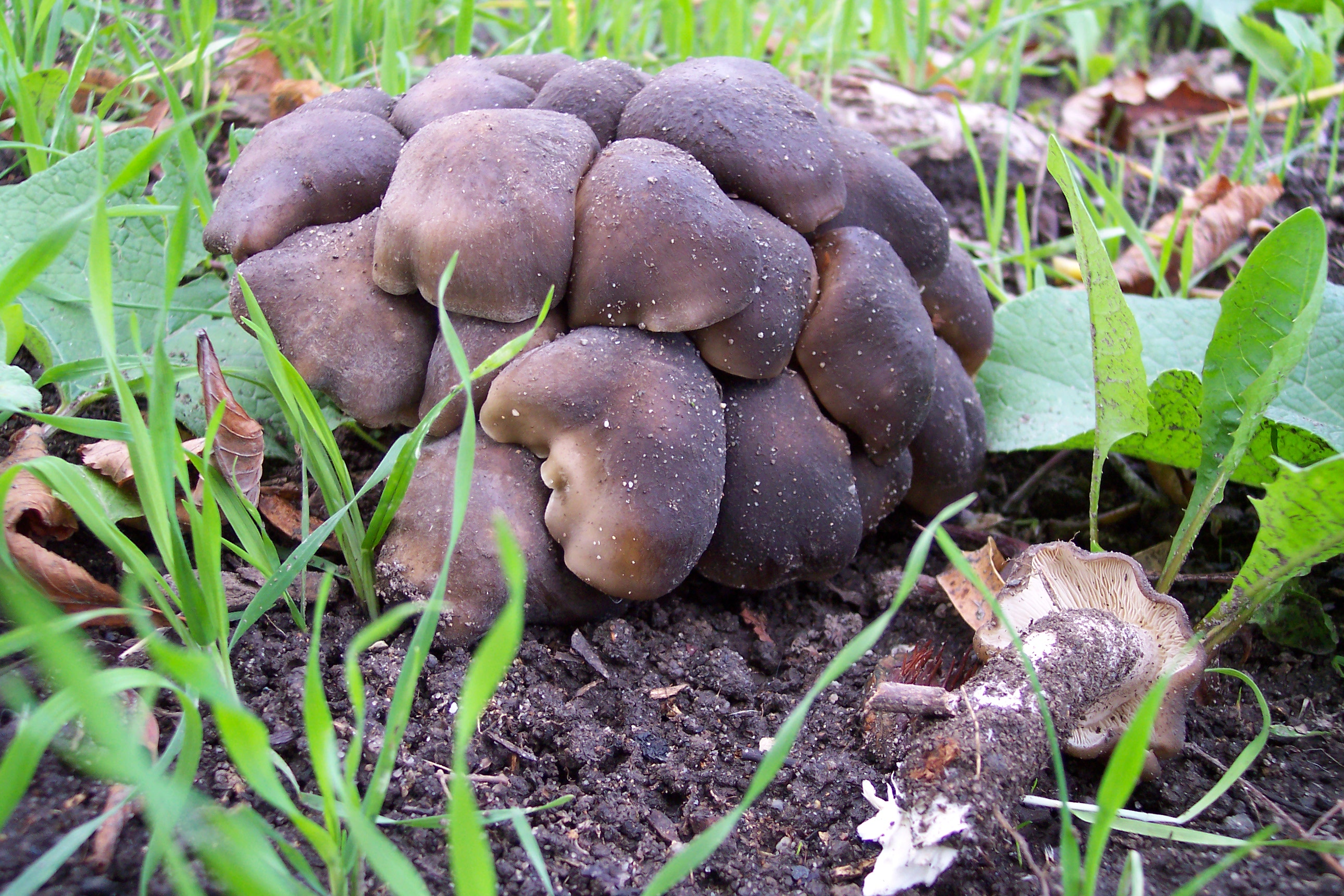
Le genre Lyophyllum : Lyophyllum decastes
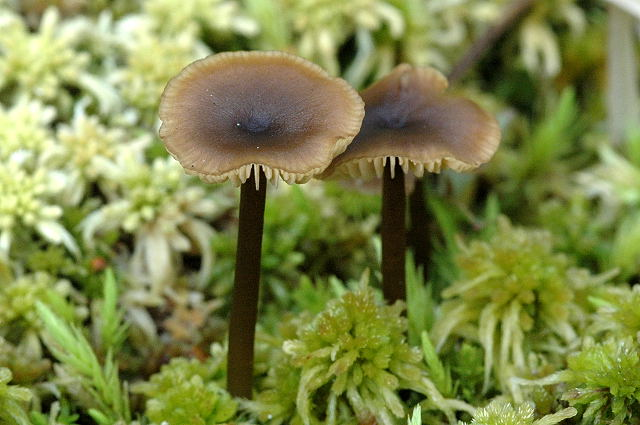
Le genre Tephrocybe : Tephrocybe.palustris
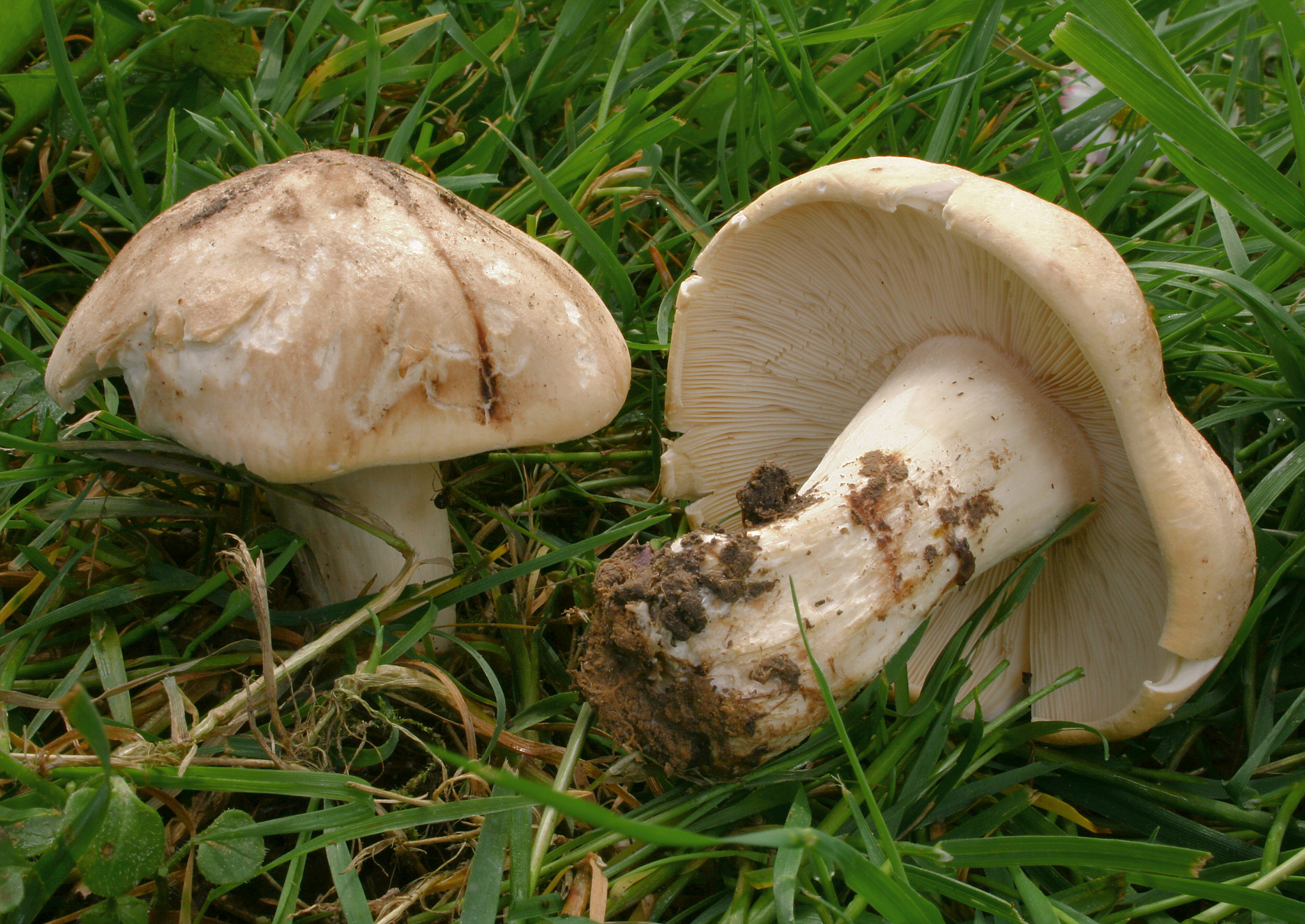
Le genre Calocybe : Calocybe gambosa